# Дом А. А. Никитина
Дом А. А. Никитина — памятник истории регионального значения в историческом центре Нижнего Новгорода. Построен в 1854 году по проекту гражданского инженера и архитектора Н. И. Ужумедского-Грицевича. 
Здание относится к типу мещанских домов, распространённых в застройке нижегородских окраин. Представляет собой образец деревянной и каменно-деревянной архитектуры Нижнего Новгорода.
Дом имеет мемориальную ценность, внесён в список объектов культурного наследия, как «дом, в котором в 1902—1904 годах жил писатель Чириков Евгений Николаевич».                   

## История
Памятник расположен в границах исторической территории Старый Нижний Новгород, на улице Гоголя, носившей до 1909 года название Телячьей — одной из древнейших улиц города, известной с начала XVII века, названной по расположенной в данной территории Телячьей слободе со скотными дворами. В древности район слободы был городской окраиной, заселённой преимущественно ярыжными людьми (ярыжки, ярыги) — наёмными чернорабочими, грузчиками, бурлаками, гребцами на речных судах, погонщиками и грузчиками на ямских подводах.
Спроектирована улица была в 1770 году, в период классицизма, а её регулярная застройка началась в XIX веке. Первоначально она застраивалась деревянными зданиями, но хаотично, а с 1839 года началась застройка каменными домами по красным линиям. В XIX веке район заселялся мещанами и переселявшимися в город крестьянами, занимавшимися ремесленной работой и торговлей, мелкими чиновниками. В 1909 году улицу переименовали в честь 100-летнего юбилея писателя Николая Васильевича Гоголя.
Согласно фиксационному плану города 1848—1853 годов усадебный участок под будущим памятником был застроен небольшим деревянным домом с примыкающими к нему хозяйственными постройками и садом. Существующий дом выстроен в 1854 году по проекту гражданского инженера-архитектора Н. И. Ужумедского-Грицевича для А. А. Никитина, владевшего зданием до конца XIX века. В последующем дом перешёл во владение Н. А. Морозова и его наследников. 
С 1902 по 1904 год в доме вместе с семьёй жил писатель Евгений Николаевич Чириков, известный драматург, прозаик и публицист. В течение прибывания Е. Н. Чирикова в Нижнем Новгороде его квартира являлась одним из центров культурной жизни города: здесь собирались представители местной интеллигенции, бывали А. М. Горький и Ф. И. Шаляпин.
В советское время в здании размещался КОГИЗ — Книготорговое объединение государственных издательств. Первоначальный облик здания в основном сохранился: в 1991—1992 годах с востока был сделан пристрой из силикатного кирпича, со стороны двора к нему присоединён тамбур; утрачен резной декор дворового фасада.                                                         

## Архитектура
Здание относится к типу мещанских домов, распространённых в застройке нижегородских окраин. В архитектурном решении сочетаются приёмы академической эклектики и декоративные элементы фольклорного направления «русского стиля» в виде пропильной резьбы.     